# Australisches Pony
Das Australische Pony ist ein Kinderreit- und Fahrpony, welches ursprünglich aus Australien stammt. Die Zucht wird von der „Australian Pony Stud Book Society“ überwacht, einem 1929 gegründeten Zuchtverband, der das Zuchtziel im Detail fixiert hat.
Hintergrundinformationen zur Pferdebewertung und -zucht finden sich unter: Exterieur, Interieur und Pferdezucht.

## Exterieur
Das Australische Pony ist mit dem Welsh Mountain Pony näher verwandt als andere Ponyrassen. Es ist kompakt, stark und gut gebaut, hat ein korrektes Gebäude mit viel Qualität und sehr guten Bewegungen. Dieses Pony kommt es häufig als Schimmel, aber auch als Brauner, Fuchs und Falbe vor. Es hat einen besonders adretten, hübschen Kopf mit kleineren Ohren, großen Augen und konkaver (also nach innen gewölbter) Nasenlinie, einen gut geschwungenen und bemuskelten Hals, eine gut gelagerte Schulter und einen nur gering ausgeprägten Widerrist. Der Rumpf ist kompakt, die Beine kräftig mit abriebfesten, harten Hufen und nur geringfügigem Kötenbehang. Gewöhnlich ist die Kruppe leicht abfallend, seltener auch gerade und kurz. Gute Aktion in allen drei Gangarten haben Australian Ponys, zudem besitzen sie viel Springvermögen. Das Australische Pony besitzt einen ausgeprägten Ponycharakter. Zusammen mit dem ursprünglichen Britischen Pony ist es weit größer als andere speziell gezüchtete Reitponys. Das Stockmaß liegt zwischen 120 und 140 cm.

## Interieur
Man rühmt sein ausgezeichnetes Temperament und seine Anhänglichkeit.

## Zucht

### Zuchtgeschichte
Das Australische Pony ist eine Mischung mehrerer Pferderassen und -typen, die von frühen europäischen Siedlern importiert wurden. Im Jahre 1803 fand nachweislich der erste Ponyimport (Timor-Pony) statt, ein Jahr nach dem ersten Import eines Englischen Vollbluts. Neben großen Importen von Welsh-Ponys verschiedener Sektionen, Arabischen Vollblütern und weiteren Pferderassen sind interessanterweise auch viele Ponys aus Indonesien(z. B. Timor-, Sandelholz- und Batak-Ponys) und Ungarn (osteuropäische Panjes und Klepper). Erst im Jahre 1920 konnte sich ein eigenständiger Typ mit starkem Anteil des Welsh Mountain Pony mit Shetland-Blut entwickeln. Aber auch Hackneys sowie Araber und Vollblüter sorgten für die heutige Zuchtbasis. Anerkannt wurde diese Ponyrasse erst 1931.

### Derzeitige Zucht
Für das Australische Reitpony gibt es nur in Australien (hier in den Bundesstaaten New South Wales, Queensland und Victoria) und Neuseeland Gestüte. Ob dies derzeit noch der Fall ist, kann man fraglich sehen, denn diese Aussage wurde letztmals 2003 geprüft.